# Tuareg (pel·lícula)
Tuareg (internacionalment estrenada com a Tuareg – The Desert Warrior i The Desert Warrior) és una pel·lícula d'aventures i acció italiana dirigida per Enzo G. Castellari.
Ha estat doblada al català.
La pel·lícula es basa en una novel·la amb el mateix nom escrita per Alberto Vázquez-Figueroa. Representa la primera pel·lícula estrenada per la distribuidroa de vídeo  Mirisch.

## Repartiment
- Mark Harmon: Gacel Sayah
- Luis Prendes: Abdul El Kabir
- Ritza Brown: Dona de Gacel
- Aldo Sambrell: Sergent Malick
- Paolo Malco: Capità Razman
- Antonio Sabàto: El Capità
- Giovanni Cianfriglia: Mubarak